# 菲利亞尼夫卡
48°49′58″N 27°14′58″E / 48.83278°N 27.24944°E
菲利亞尼夫卡（烏克蘭語：Філянівка），是烏克蘭西部的村莊，隸屬赫梅利尼茨基州的卡緬涅茨-波多利斯基區。該村始建於1439年，面積0.75平方公里，海拔高度263米，2001年人口830，人口密度每平方公里1,105.2人。